# Курманів
Курманів (або Корманів, Кирманів, Курманув, пол. Kurmanów) — село в Польщі, у гміні Білопілля Холмського повіту Люблінського воєводства. Населення — 142 особи (2011).

## Історія
1626 року вперше згадується церква східного обряду в селі. 1790 року в селі зведена греко-католицька каплиця, перетворена на церкву в 1831 році. За даними етнографічної експедиції 1869—1870 років під керівництвом Павла Чубинського, у селі проживали греко-католики, які розмовляли українською мовою.
1927 року греко-католицьку церкву перебудовано і перетворено на школу. За німецьким переписом 1943 року в селі проживало 212 українців і 7 поляків.
21-25 червня 1947 року під час операції «Вісла» польська армія виселила зі села на приєднані до Польщі північно-західні терени 1 українця. У селі залишилося 245 поляків.
У 1975—1998 роках село належало до Холмського воєводства.

## Населення
Демографічна структура станом на 31 березня 2011 року:
|          | Загалом | Допрацездатний вік | Працездатний вік | Постпрацездатний вік |
| -------- | ------- | ------------------ | ---------------- | -------------------- |
| Чоловіки | 77      | 16                 | 46               | 15                   |
| Жінки    | 65      | 11                 | 38               | 16                   |
| Разом    | 142     | 27                 | 84               | 31                   |